# Rodolfo Sorondo
Rodolfo Sorondo (1939) es un arquitecto, docente y muralista argentino. Su enfoque hacia la profesión valoriza los aportes de la arquitectura popular y vernácula.

## Biografía
Nacido en Buenos Aires, cursó sus estudios en la Universidad de Buenos Aires, trabajando mientras tanto en el Ferrocarril Sarmiento. Allí entró en contacto con una forma de encarar el proyectar que no era considerada en la facultad, en la cual terminó la carrera en 1967 con una visión crítica acerca del aislamiento del establecimiento con respecto a la realidad y las necesidades de la sociedad argentina de esa época. 
Durante un breve lapso formó parte del estudio Aftalión-Bischof-Sorondo-Vidal, y en 1968 obtuvo una beca del Fondo Nacional de las Artes, para estudiar la arquitectura espontánea en Cuyo. Durante esa temporada se desempeñó en la Dirección de Arquitectura de Mendoza y con las experiencias vividas descubrió que “(...) todo lo que había aprendido en la Facultad estaba relativizado por toda esta arquitectura popular que es muy sabia, y que nunca nadie había estudiado nada sobre arquitectura académica. Fundamentalmente respondía a problemas concretos de sus lugares y de su forma de vida. Encontré viviendas rurales y urbanas adecuadas en todo sentido, no sólo en relación al clima y los materiales disponibles. Eso me hizo reflexionar sobre si era válido lo que venía haciendo.”
A su regreso a Buenos Aires, trabajó entre 1970 y 1972 para los estudios de Mario Roberto Álvarez y Dujovne-Hirsch, hasta que formó uno propio: Do Porto, Escudero, Sorondo y Asociados, trabajando hasta 1982. En 1983 se asoció con Jaime Uriburu en su labor profesional. Por otra parte, en 1984, con el regreso de la Argentina al sistema democrático, fue elegido titular de la cátedra de Diseño Arquitectónico Frangella-Sorondo en la Facultad de Arquitectura de la Universidad de Buenos Aires que funcionó hasta 2005, cuando pasó a estar a cargo del arquitecto Cristian Carnicer. También desarrolló actividad docente en la Universidad de Belgrano. Además, expuso su arte en numerosas galerías, e ilustrando diversas publicaciones.
En la actualidad, Rodolfo Sorondo se dedica particularmente a la realización de murales, ejecutando en 2010 uno nuevo frente al Centro Metropolitano de Diseño de Buenos Aires.

## Arquitectura
- 1965/68: Banco de Santa Cruz (casa central). Av. Néstor Kirchner esq. Errázuriz, Río Gallegos. (asociado a Aftalion-Bischof-Vidal)
- 1969/72: Edificio de viviendas. 11 de Septiembre 782, Buenos Aires. (asociado en do Porto-Escudero-Sorondo a Aftalion-Bischof-Egozcué-Vidal)
- 1972/3: Club para ASIMRA, San Vicente.
- 1971/5: Conjunto habitacional del Plan PEVE. Avenida General Paz y Avenida Albarellos, Buenos Aires. (asociado a Dujovne-Flah-Hirsch-Saiegh)
- 1973/5: Casco de estancia. Valle de Pancanta, San Luis. (asociado en do Porto-Escudero-Sorondo)
- 1975/84: Edificio de viviendas, Gualeguay. (asociado en do Porto-Escudero-Sorondo)
- 1977: Edificio para oficinas en Avenida Callao 420, Buenos Aires. (asociado en do Porto-Escudero-Sorondo)
- 1977: Edificio para oficinas en Defensa 375, Buenos Aires. (asociado en do Porto-Escudero-Sorondo)
- 1978/83: Edificio de viviendas. Jerónimo Salguero 2424, Buenos Aires. (asociado en do Porto-Escudero-Sorondo)
- 1978/9: Casa Sorondo. Uriarte 1888, Buenos Aires. (asociado en do Porto-Escudero-Sorondo)
- 1979/81: Laboratorios cinematográficos Cinecolor. San Lorenzo 3845, Olivos. (asociado en do Porto-Escudero-Sorondo)
- 1979/83: Edificio de viviendas. Solís 287, Buenos Aires. (asociado en do Porto-Escudero-Sorondo)
- 1979/83: Casa de fin de semana do Porto-Escudero. Isla San Salvador, Escobar.
- 1980/1: Laboratorio de trucado de sonido Compuimagen. José Ingeniero esq. Blas Parera,  Olivos. (asociado en do Porto-Escudero-Sorondo)
- 1982: Edificios de viviendas. Thames 863, Buenos Aires. (asociado en Ruiz Orrico-Sorondo-Uriburu)
- Casa en Pinamar. (asociado en do Porto-Escudero-Sorondo)
- Edificios Posadas I y Posadas II (Av. Andresito, esquina Rivadavia) en Posadas. (asociado en do Porto-Escudero-Sorondo)

## Libros
- 1981: Pasos hacia una metodología de diseño (con Blanca Litwin y Jaime Uriburu)
- 2010: Arquitectura en zapatillas